# Bonifacy (kardynał S. Marco)
Bonifacy (zm. w 1130) – dwunastowieczny kardynał.

## Życiorys
Jego pochodzenie pozostaje nieznane. Hans Walter Klewitz wysunął przypuszczenie, że był rzymianinem, ale, jak sam zresztą przyznał, hipoteza ta oparta jest na wątłych poszlakach. Został mianowany przez Paschalisa II kardynałem prezbiterem S. Marci prawdopodobnie w 1100. Po raz pierwszy jest udokumentowany 11 kwietnia 1111 przy zawarciu tzw. układu z Ponte Mammolo między Paschalisem II a cesarzem Henrykiem V. Następnie protestował przeciwko temu traktatowi na synodzie laterańskim w marcu 1112. Od 17 listopada 1115 do 7 maja 1128 podpisywał papieskie przywileje. Uczestniczył w wyborze Gelazjusza II 24 stycznia 1118. 1 marca 1119 był członkiem komisji kardynalskiej w Rzymie, która zatwierdziła wybór Kaliksta II dokonany przez nielicznych kardynałów obecnych przy jego śmierci w Cluny. W 1125 rozstrzygnął spór między prepozytem Civita Castellana a opatem S. Salvatore de Monte Acuto. W lutym-marcu 1127 udokumentowany jest jego spór z Grzegorzem z SS. Apostoli. W lutym 1130 stanął po stronie Anakleta II i podpisał list jego zwolenników do króla Lotara III. Zmarł prawdopodobnie krótko po wyborze Anakleta II.